# Ледхилс
Ледхилс (на английски: Leadhills) е село в област Южен Ланаркшър, южна Шотландия. Населението му е около 300 души.
Разположено е на 526 метра надморска височина в Южношотландските възвишения, на 60 километра югоизточно от Глазгоу и на 68 километра югозападно от Единбург. Селището съществува от Средновековието и е известно с мините си за олово и сребро, а по-късно и за злато.

## Известни личности
Родени в Ледхилс
- Алан Рамзи (1686 – 1758), поет